# Verttuunjärvi
Vuorilammi är en sjö i Finland. Den ligger i kommunen Påmark i landskapet Satakunta, i den sydvästra delen av landet, 230 km nordväst om huvudstaden Helsingfors. Vuorilammi ligger 63 meter över havet. Arean är 20,3 hektar och strandlinjen är 2,27 kilometer lång. Sjön  ingår i Karvia å huvudavrinningsområde. 